# YAML

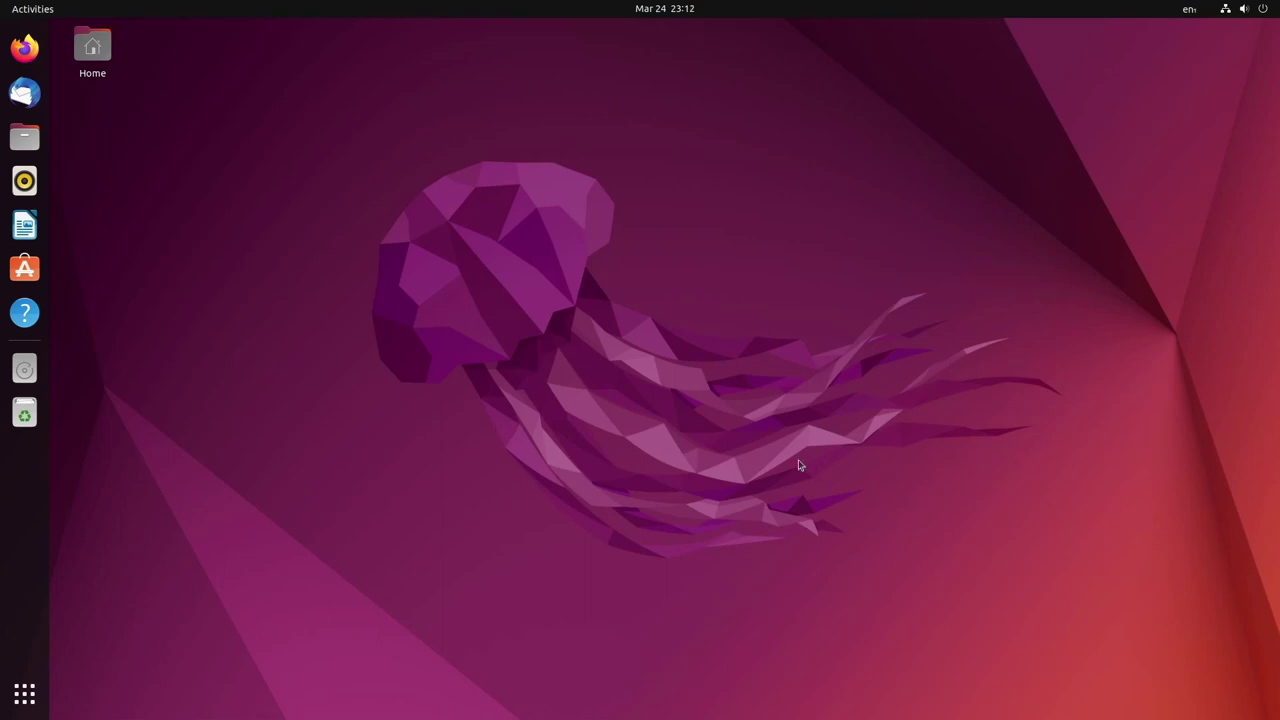
Imatge d'escriptori Ubuntu

YAML és un dels llenguatges de serialització de dades més populars, i s'utilitza principalment per escriure arxius de configuració.
L'acrònim recursiu YAML significa YAML Ain't Markup Language. Aquest llenguatge està dissenyat tenint en compte la flexibilitat i l'accessibilitat, de manera que és fàcil d'entendre i llegible per a l'ésser humà. YAML treballa amb tots els llenguatges de programació moderns i s'utilitza àmpliament en la persistència de dades, missatgeria a Internet, compartició de dades en cada idioma i molts altres llocs. Els arxius YAML tenen l'extensió .yaml o .yml.
Els fitxers YAML tenen una estructura fàcil de llegir però amb una estructura molt estricte  basada en l'ús de la indentació amb espais(sense l'ús de tabuladors).
Hi ha moltes eines que utilitzen aquest tipus de fitxers per guardar les configuracions com, per exemple les eines de configuració de xarxa Netplan per Ubuntu Linux i l'eina d'automatizació de tasques Ansible.